# Jívoví
Jívoví (en allemand : Iwowy) est une commune du district de Žďár nad Sázavou, dans la région de Vysočina, en République tchèque. Sa population s'élevait à 289 habitants en 2020.

## Géographie
Jívoví se trouve à 8 km au nord-est de Velké Meziříčí, à 20,5 km au sud-est de Žďár nad Sázavou, à 36 km à l'est de Jihlava et à 142 km au sud-est de Prague.
La commune est limitée par Radenice et Pikárec au nord, par Horní Libochová et Kundratice à l'est, par Křižanov au sud, par Dobrá Voda au sud-ouest et par Bory à l'ouest.

## Histoire
La première mention écrite de la localité date de 1200.

## Transports
Par la route, Jívoví se trouve à 11,5 km de Velké Meziříčí, à 34,5 km de Žďár nad Sázavou, à 46 km de Jihlava et à 166 km de Prague.